# Kematen am Innbach
Kematen am Innbach là một đô thị ở huyện Grieskirchen bang Oberösterreich, nước Áo. Đô thị này có diện tích 12,7 km², dân số thời điểm ngày 31 tháng 12 năm 2005 là 1352 người.